# معسكر الاعتقال ترافنيكي
أقامت ألمانيا النازية معسكر اعتقال ترافنيكي في قرية ترونيكي على 40 كيلومتر (25 ميل) حوالي 40 كيلومتر (25 ميل) جنوب شرق لوبلين أثناء احتلال بولندا في الحرب العالمية الثانية. طوال فترة وجوده، خدم المعسكر وظيفة مزدوجة. تم تنظيمها على أساس مصفاة بولندية سابقة للسكر في المنطقة الصناعية الوسطى، وتم تقسيمها إلى ثلاث مناطق متميزة على الأقل.
افتتح معسكر ترونيكي لأول مرة بعد اندلاع الحرب مع الاتحاد السوفياتي، والتي تهدف إلى الاحتفاظ بأسرى الحرب السوفيت، بالقرب من خطوط السكك الحديدية في جميع الاتجاهات الرئيسية في أراضي الحكومة العامة. بين عامي 1941 و1944، تم توسيع المعسكر ليصبح مرفق تدريب لقوات الأمن الخاصة للمتعاونين مع الشرطة، وخاصة الأوكرانية. وفي عام 1942، أصبح معسكر العمل القسري لآلاف اليهود ضمن نظام KL Lublin للمعسكرات الفرعية أيضًا. 
كان هناك 12000 يهودي سُجنوا في تراونيكي اعتبارًا من عام 1943. تم ذبحهم جميعًا خلال عملية الحصاد في 3 نوفمبر 1943 من قبل الوحدات المساعدة من رجال تراونيكي المتمركزين في نفس الموقع، بمساعدة من كتيبة الشرطة الاحتياطية 101 من أوربو. قائد المعسكر الأول كان هيرمان هوفل، وحل محله كارل شترايبل.   

## رجال ترونيكي

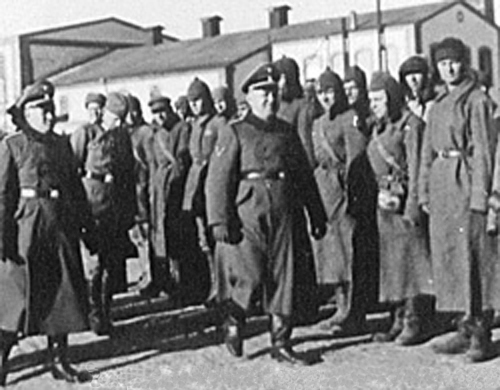
هيوي في المعاطف الشتوية في ساحة تدريب المعسكر (لا يزال البعض يرتدي بوديونوفكا السوفيتية)، تفقد كارل سترايبيل المعسكر مبتسما أمام مصفاة السكر السابقة في ترونيكي

من سبتمبر 1941 حتى يوليو 1944،  كانت المنشأة بمثابة قاعدة تدريب كاملة مع غرف طعام وأماكن للنوم في Schutzmannschaften الجديد المعين من معسكرات الأسرى. :366